# Герб комуни Еда
Герб комуни Еда (швед. Eda kommunvapen) — символ шведської адміністративно-територіальної одиниці місцевого самоврядування комуни Еда.

## Історія
Герб ландскомуни Еда отримав королівське затвердження 1948 року. 
Після адміністративно-територіальної реформи, проведеної в Швеції на початку 1970-х років, муніципальні герби стали використовуватися лишень комунами. Цей герб 1971 року був перебраний для нової комуни Еда.
Герб комуни офіційно зареєстровано 1974 року.

## Опис (блазон)
У синьому полі над відділеною хвилясто срібною основою такий же п’ятикутний редут у плані. 

## Зміст
Редут символізує місцевий шанець Еда (Eda skans), розташований біля озера Бюшен. Укріплення функціонувало від 1650 до 1814 років.